# 伊稚斜単于

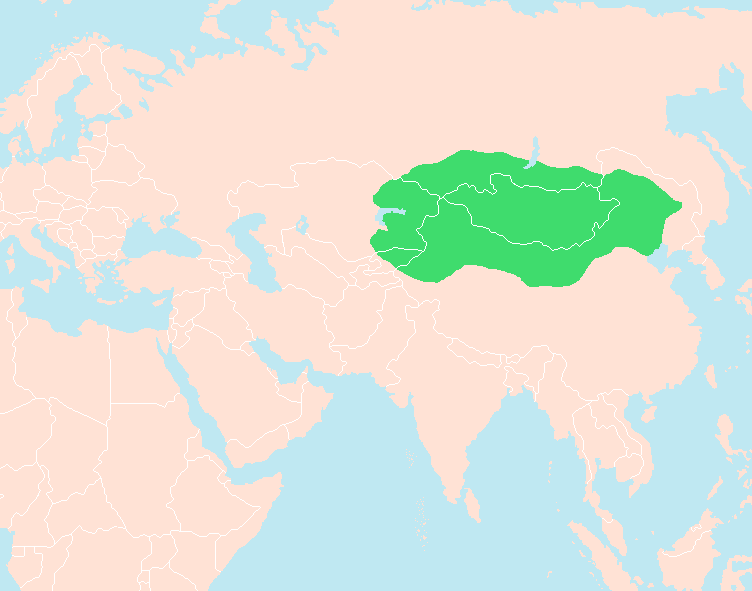
伊稚斜単于の治めた匈奴の勢力圏

伊稚斜 単于（呉音：いぢじゃ ぜんう、漢音：いちしゃ ぜんう、拼音：Yīzhìxié Chányú、? - 紀元前114年）は、中国前漢時代の匈奴の単于（在位：紀元前127年 - 紀元前114年）。老上単于の子で、軍臣単于の弟。

## 生涯
老上単于の子として生まれる。
紀元前161年、兄の軍臣単于が即位すると、左谷蠡王に封ぜられる。
紀元前127年、兄の死後、その太子であった於単（おたん）を退け、自ら立って単于となる。於単は漢に亡命したため、渉安侯に封ぜられたが、まもなく死去した。
紀元前126年夏、匈奴の騎兵数万は代郡に侵入し、太守の龔友を殺害し、千人余りの住民を連れ去った。その翌年（前125年）、匈奴は代郡・定襄郡・上郡に侵入し、数千人を連れ去った。時に匈奴の右賢王は漢がオルドスを奪い、朔方に長城を築いたことに怨みを持ち、たびたび国境地帯に侵入して略奪をはたらいた。
元朔5年（前124年）春、漢は衛青を大将軍に任命し、6将軍10余万の大軍で匈奴を討たせた。そのとき右賢王は漢軍が来るまいと思って酒を飲んでいたが、漢軍の夜襲をくらって身一つで逃走した。これにより漢軍は右賢王配下の民衆男女合わせて1万5千人と、裨小王（ひしょうおう：部族長）10余人を捕えた。その秋、匈奴の1万騎は代郡に侵入して都尉の朱英を殺害し、千余人の住民を連れ去った。
元朔6年（前123年）春、ふたたび漢は大将軍の衛青に匈奴を撃たせ、1万9千人余りを斬首・捕虜にした。一方で伊稚斜単于はかつて匈奴から漢に降った前将軍・翕侯の趙信を捕えたので、彼を自次王（じしおう）に封じ、自分の姉を娶らせてやった。その後、伊稚斜単于は趙信の計略を用いて対漢軍にあたった。
元狩2年（前121年）春、漢は驃騎将軍の霍去病に1万騎をつけて匈奴を攻撃させた。霍去病は8千人を斬首・捕虜とし、匈奴の休屠王を撃退してその地にある天を祭るときの黄金の像を奪った。その夏、霍去病は合騎侯の公孫敖とともに匈奴が割拠する祁連山を攻撃した。同じ頃、匈奴の左賢王は代郡と雁門郡を略奪していたが、博望侯（張騫）と李広の攻撃に遭った。その秋、伊稚斜単于は渾邪王と休屠王が西方を守備していたにもかかわらず、数万人の部下を漢に殺されたことに怒って2人を処刑しようとした。しかし、それを恐れた渾邪王と休屠王は漢に降伏してしまう。このとき、渾邪王は休屠王を殺害して自分だけが漢に投降した。
元狩3年（前120年）、匈奴は右北平と定襄に侵入して千人余りの住民を殺害・略奪した。その翌年（前119年）春、漢は衛青と霍去病をそれぞれ定襄郡・代郡から進軍させ、伊稚斜単于を攻撃した。伊稚斜単于は漢軍にかなわないと思い、西方へ逃走した。このとき右谷蠡王は伊稚斜単于が死んだものと思い、自ら立って単于となったが、あとで伊稚斜単于が戻って来たので単于号を返上した。一方、左賢王は霍去病と戦ったが敗れ、7万人を失ったため、遠くへ逃走した。これにより匈奴は漠南の地（内モンゴル）を失い、漢の領土を増やすこととなる。
伊稚斜単于は即位13年（前114年）で死に、子の烏維が単于の位についた。

## 子
- 烏維単于
- 呴犁湖単于
- 且鞮侯単于

## 参考資料
- 『史記』（匈奴列伝）
- 『漢書』（匈奴伝）